# Међусловенски језик
Међусловенски језик (меджусловјанскы језык, medžuslovjansky jezyk; до 2011. године: словјански, slovianski) је словенски међујезик, створен 2006. групом језикотвораца из различитих земаља, на челу са холандским лингвистом Јан ван Стенбергеном. Улога међусловенског огледа се у олакшавању комуникације између представника различитих словенских народа, али исто тако у помагању припадницима страних народа, који не говоре ниједан словенски језик, при комуникацији са Словенима. За ове, међусловенски би могао бити добра основа за учење било којега другог словенскога језика.
Међусловенски се сврстава у полу-вештачке језике. Потиче из старословенског језика и разних импровизованих језика, вековима коришћених од Словена у сврху споразумевања са другим словенским народима, на пример у многонародним срединама или у новије време на интернету. Циљ међусловенског је обогаћење истих са научном основом. Дакле, и граматика и речник се заснивају на сличностима и заједничким особинама свих језика словенске скупине. За разлику од словија, једног шематског језика чија се граматика заснива на принципу есперанта, међусловенски је природан језик који избегава сваки вештачки елемент. Његова намена више лежи у разумевању него у лаком учењу.
Међусловенски може да се пише ћирилицом и латиницом.

## Повод
Забележени су вековима стари напори да се створи један језик који би спајао све словенске говорнике. Већина тих напора вуче корене из Пансловенства. Иако је пансловенство изгубило свој значај после распада Совјетског Савеза и Југославије, следбеници истога још постоје, претежно у словенским емигрантским окружењима, те у виртуелним круговима, разним форумима и рачунарским игрицама. Уздизање и омиљеност интернета водили су ка појави нових пансловенских језика.
Оно што је заједничко овим језицима јесте да се заснивају на природним словенским језицима. Већином по претпоставци да су међусобно довољно слични да би омогућили компромисан језик који би отприлике био разумљив сваком Словену.
Ипак, мишљења се разилазе по питању граматике. Висок степен поједностављења, својствен већини међујезика, олакшава учење несловенским ученицима али удаљује словјански од природних словенских језика и придаје му један, пре свега, вештачки изглед, што већина говорника сматра маном.

## Историјски развој језика
Пројекат словјански је започет марта 2006, када је група људи из различитих земаља осетила потребу за једноставним, а природним словенском језиком којег би Словени разумели без претходног учења. Делимично је подстакнут недостацима словија, најпознатијег словенскога међујезика данашњице, његовим бројним несловенским елементима и превлашћу руског језика у његовом речнику.
Циљ стварача је био да створи природан језик који би садржао само материјал постојећи у већини словенских језика, без додатака било каквих вештачких особина.
Пре 2009. словјански је постојао у две варијанте. Тадашњи облик овога језика је претходно био познат као Slovianski-N започет Јаном ван Стенберген, а даље разрађен Игором Пољаковим). Поједностављени облик језика је био познат под називом Slovianski-P (започет Ондрејом Речником те разрађен Габријелом Свободом). Разликовали су се по броју падежа. Slovianski-N је користио падежни систем од шест падежа, док Slovianski-P - као и енглески, бугарски те македонски - је користио предлоге за изражавање падежних односа у реченици. Осим ових двају разлика (N стоји за натурализам, P за пиџин или прост), шематска верзија, Slovianski-S је био део експеримента, али је био одбачен у раним фазама пројекта.
Фебруара и марта 2010. словјански је приближен јавности после објављених чланака на пољском интернет порталу Interia.pl и српским новинама Вечерње новости. Коначно, интервију с једним од стваралаца словјанскога, је пронађен у новиснкој агенцији BalkanInsight, а убрзо после тога тај чланак се појавио и у словачким новинама Pravda, на новинским страницама чешке радио и телевизијске станице ČT24, у словеначким новинама Žurnal24, као и у многим другим новинама, те радио и телевизијским станицама широм Чешке, Словачке, Мађарске, Србије, Црне Горе, Бугарске и Украјине.
Словјански је био значајан и у развићу других, сродних пројеката. Розумио и словиоски су оба били напори да се створи компромис између словјанског и словиа, који су у случају Словиоскога довели до стварања новог језика. Јануара 2010 обелоданио се новословенски језик (Novoslovienskij), заснован на старословенском, но користи део речника словјанскога језика.. Његов аутор је био професор информатике на Чешком техничком универзитету у Прагу, Војтех Мерунка.
У 2011. години словјански, словиоски и новословенски су заједно са неким другим словенским међујезицима укључена у пројекат међусловенски. Сада међусловенски језик има три рода (мушки, женски, средњи) те седам падежа, а глаголи су у потпуности конјуговани.
Упркос овим особинама - најчешће избегаваних у интернационалним помоћним (ауксилијарним) језицима - међусловенски свакако садржи велики број поједностављења. Наиме, наставци су једноставни и недвоумични, а неправилности су сведене на минимум.
Док је словио, судећи по својим ауторима, словенски парњак есперанту, међусловенски језик би био словенски парњак интерлингви Још једна особина словјанскога, коју дели са интерлингвом, јесте да се развијао групом његових корисника у отвореним форумима, те није регулисан ауторитетом тј. субјективним допуштањима и забранама једне особе..
Међусловенски језик се до сада користи најчешће на интернету и интернетским новинама, Словјанска Газета и Izvesti.info. Такође постојинаучни научни часопис Slovjani.infoна међусловенски под називом Slovjani.info.
У филму Обојена птица из 2019. године ликови говоре међусловенски, а једну од главних улога игра Харви Кајтел.

## Писма
Главно начело је да међусловенски може да се пише на било којој словенској тастатури. Зато што граница између латинице и ћирилице сече словенску територију по средини, оба писма могу бити коришћена. Пошто међусловенски није етнички језик, нема оштрих правила читања ни наглашавања. Из овога разлога правила која следе су само путокази.
-{
| Латиница | A | B | C | Č | D | DŽ | E | Ě | F | G | H | I | J | K | L | LJ | M | N | NJ | O | P | R | S | Š | T | U | V | Y | Z | Ž |
| Ћирилица | А | Б | Ц | Ч | Д | ДЖ | Е | Є | Ф | Г | Х | И | Ј | К | Л | Љ  | М | Н | Њ  | О | П | Р | С | Ш | Т | У | В | Ы | З | Ж |
| Изговор  |   |   |   |   |   |    |   |   |   |   |   |   |   |   |   |    |   |   |    |   |   |   |   |   |   |   |   |   |   |   |

}-
Сугласници могу бити палатализовани када следе є (ě), и (i) или ј. Ипак овакво изговарање није неизостављиво.
Постоји и научни правопис са додатним словима:
-{
| Латиница | Ę | Ų | Å | Ȯ | Ć | Đ | Ĺ  | Ń  | Ŕ  | T́  | D́  | Ś  | Ź  |
| Ћирилица | Ѧ | Ѫ | Ӑ | Ъ | ћ | Ђ | ЛЬ | НЬ | РЬ | ТЬ | ДЬ | СЬ | ЗЬ |
| Изговор  |   |   |   |   |   |   |    |    |    |    |    |    |    |

}-

## Граматика
Граматика међусловенскога је први и највише навођен разлог зашто је међусловенски природан словенски језик, а такође делимично поједностављен. Она се састоји из елемената припадајућих сваком или бар већини словенских језика.

### Именице
Именица може да има три рода (мушки, женски, средњи), два броја (једнину и множину), као и седам падежа (номинатив, акузатив, генитив, датив, инструментал, локатив и вокатив). Нема чланова. Компликовани словенски систем класификације именица је сведен на само четири деклинације:
- именице мушкога рода на сугласник: дом „кућа“
- именице женскога рода на -а: жена „жена“
- именице женскога рода на меки сугласник: кост „кост“
- именице средњега рода на -о или -е): слово „реч“

| падеж | лице једнине | лице једнине | лице једнине | лице једнине | лице множине | лице множине | лице множине | лице множине |
| ----- | ------------ | ------------ | ------------ | ------------ | ------------ | ------------ | ------------ | ------------ |
| Н.    | дом          | жена         | кост         | слово        | домы         | жены         | кости        | слова        |
| А.    | дом          | жену         | кост         | слово        | домы         | жены         | кости        | слова        |
| Г.    | дома         | жены         | кости        | слова        | домов        | жен          | костиј       | слов         |
| Д.    | дому         | женє         | кости        | слову        | домам        | женам        | костам       | словам       |
| И.    | домом        | женоју       | костју       | словом       | домами       | женами       | костами      | словами      |
| Л.    | дому         | женє         | кости        | слову        | домах        | женах        | костах       | словах       |
| В.    | доме         | жено         | кости        | слово        | домы         | жены         | кости        | слова        |

### Придеви
Придеви су увек правилни. Слажу се са именицом коју описују у роду, броју и падежу, и обично су испред ње. На пример: добры „добар, добри":
| падеж | м. ј.   | ж. ј.   | с. ј.   | мн.     |
| ----- | ------- | ------- | ------- | ------- |
| Н.    | добры   | добра   | добро   | добре   |
| А.    | добры   | добру   | добро   | добре   |
| Г.    | доброго | доброј  | доброго | добрых  |
| Д.    | доброму | доброј  | доброму | добрым  |
| И.    | добрым  | доброју | добрим  | добрыми |
| Л.    | добром  | доброј  | добром  | добрых  |

Прилози могу да се образују додавањем наставка -o на придевску основу: добро „добро“.
Компаратив се образује наставцима -(єј)ши: добрєјши „бољи“. Суперлатив се образује додавањем префикса нај- компаративу придева: најдобрєјши „најбољи“.

### Заменице
Личне заменице су: ја, ты, он, она, оно, мы, вы, они, оне. Када се са личном заменицом трећега лица једнине и множине користи предлог, тада ће имати пуни облик, тј. н-.
|    | лице једнине | лице једнине | лице једнине | лице једнине | лице једнине | лице множине | лице множине | лице множине | лице множине |
| 1. | 2.           | 3.           | 3.           | 3.           | 1.           | 2.           | 3.           | 3.           |              |
| 1. | 2.           | (м.)         | (с.)         | (ж.)         | 1.           | 2.           | (м.)         | (с./ж.)      |              |
| Н. | ја           | ты           | он           | оно          | она          | мы           | вы           | они          | оне          |
| А. | мене (ме)    | тебе (те)    | (н)јего      | (н)јего      | (н)ју        | нас          | вас          | (н)јих       | (н)је        |
| Г. | мене         | тебе         | (н)јего      | (н)јего      | (н)јеј       | нас          | вас          | (н)јих       | (н)јих       |
| Д. | мнє (ми)     | тобє (ти)    | (н)јему      | (н)јему      | (н)јеј       | нам          | вам          | (н)јим       | (н)јим       |
| И. | мноју        | тобоју       | (н)јим       | (н)јим       | (н)ју        | нами         | вами         | (н)јими      | (н)јими      |
| Л. | мнє          | тобє         | (н)јим       | (н)јим       | (н)јеј       | нас          | вас          | (н)јих       | (н)јих       |

Друге заменице се мењају исто као и придеви:
- Присвојне заменице: мој, твој, наш, ваш, свој, као и чиј
- Показне заменице: тој „тај“, тутој „овај“ и тамтој „онај“
- Односне заменице: кторы „који“
- Упитне заменице: кто „ко“ и что „шта“
- Неодређене заменице: нєкто „неко“, нєчто „нешто“, никто „нико“, ничто „ништа“, либокто „било ко“, либочто „било шта“, всекто „свако“, всечто „свашта“, инокто „неко други“, иночто „нешто друго“

### Бројеви
Бројеви 1-10 су:
-{
| 1  | једин  | jedin  |
| 2  | два    | dva    |
| 3  | три    | tri    |
| 4  | четыри | četyri |
| 5  | пет    | pet    |
| 6  | шест   | šest   |
| 7  | седм   | sedm   |
| 8  | осм    | osm    |
| 9  | девет  | devet  |
| 10 | десет  | deset  |

}-
Виши бројеви се творе додавањем наставка -надсет за бројеве 11-19, -десет за десетице, и -сто за стотине.
Редни бројеви се творе додавањем придевскога наставка -ы основним бројевима, са изузетком првы, другы/вторы, третји, четврты, стоты/сотны, тысечны.

### Глаголи
Словенски језици иначе имају веома компликоване глаголске промене, конјугације. Међусловенски језик има сличан систем. Примењује се Де Валово правило да би се систем поједноставио на две глаголске основе:
- прва глаголска основа се користи за градњу инфинитива, прошлога времена, потенцијала, прошлога партиципа трпнога и глаголске именице
- друга глаголска основа се користи при градњи садашњега времена, заповеднога начина и садашњега партиципа раднога

У већини случајева ове две глаголске основе су идентичне, а у већини других случајева последња може правилима да се изведе из прве. У појединим случајевима обе основе морају да се уче одвојено.
Разни глаголски начини и времена се граде на сладећи начин:
- садашње време се гради наставцима: -ју/-им, -иш, -и, -имо, -ите, -ет ако се презентска основа завршава на и, а ако на сугласник тада та ће наставци гласити: -у/-ем, -еш, -е, -емо, -ете, -ут
- у прошлом времену', наставци нису одређени лицима, него родовима: -л (мушки род), -ла (женски род), -ло (средњи род), -ли (множина, сва три рода)
- будуће време се гради додавањем садашњег времена глагола быти инфинитиву
- потенцијал се гради додавањем потенцијала глагола быти прошлом времену
- заповедни начин се гради наставцима-и/-ј (2. лице једнине), -ите/-јте (2. лице множине) и -имо/-јмо (1. лице множине)
- садашњи партицип радни има наставак -ечи/-учи, који заједно са наставцима -и, -а, -о гради придеве.
- прошли партицип трпни има наставак -(је)ны (понекада-ты), и деклинира се ја придјев
- глаголска именица има наставак -(је)нје (понекада -тје)

|        | садашње време          | прошло време                            | будуће време           | кондиционал                             | императив |
| ------ | ---------------------- | --------------------------------------- | ---------------------- | --------------------------------------- | --------- |
| 1. ј.  | ја делају/делам        | ја јесм делал(а)                        | ја буду делати         | ја бых делал(а)                         |           |
| 2. ј.  | ты делајеш/делаш       | ти јеси делал(а)                        | ти будеш делати        | ти быс делал(а)                         | делај     |
| 3. ј.  | он она делаје/дела оно | он је делал она је делала оно је делало | он она буде делати оно | он бы делал она бы делала оно бы делало |           |
| 1. мн. | мы делајемо/деламо     | мы јесмо делали                         | мы будемо делати       | мы быхмо делали                         | делајме   |
| 2. мн. | вы делајете/делате     | вы јесте делали                         | вы будете делати       | вы бысте делали                         | делајте   |
| 3. мн. | они/оне делајут        | они/оне делали                          | они/оне будут делати   | они/оне бы делали                       |           |

| инфинитив              | делати                      |
| садашњи партицип радни | делајучи (-учи, -уча, -уче) |
| прошли партицип трпни  | деланы (-на, -но)           |
| глаголска именица      | деланје                     |

## Речник
Речи међусловенског се заснивају на поређењу речника модерних словенских језика, који су сврсисходно сврстани у шест група:
- руски
- украјински и белоруски
- пољски
- чешки и словачки
- словеначки, српски, хрватски и бошњачки
- бугарски и македонски

Ове групе су третиране подједнако. Речник међусловенског је састављен тако да су речи разумљиве највећем броју говорника словенских језика.
Облик у којем ће једна реч бити усвојена у речник међусловенског не зависи само од учесталости у модерним словенским језицима, него зависи и од унутрашње логике самога међусловенскога, као од самога облика исте речи у прасловенском: да би се осигурало разумевање, користи се систем правилне деривације.
-{
| Међусловенски | Међусловенски | Руски       | Украјински  | Белоруски    | Пољски   | Чешки  | Словачки | Горњелужичкосрпски | Словеначки | Хрватски  | Српски    | Македонски | Бугарски  |
| ------------- | ------------- | ----------- | ----------- | ------------ | -------- | ------ | -------- | ------------------ | ---------- | --------- | --------- | ---------- | --------- |
| чловєк        | člověk        | человек     | людина      | чалавек      | człowiek | člověk | človek   | čłowjek            | človek     | čovjek    | човек     | човек      | човек     |
| пес           | pes           | пёс, собака | пес, собака | сабака       | pies     | pes    | pes      | pos, psyk          | pes        | pas       | пас       | пес, куче  | пес, куче |
| дом           | dom           | дом         | дім         | дом          | dom      | dům    | dom      | dom                | dom, hiša  | dom, kuća | дом, кућа | дом, куќа  | дом, къща |
| книга         | kniga         | книга       | книга       | кніга        | książka  | kniha  | kniha    | kniha              | knjiga     | knjiga    | књига     | книга      | книга     |
| ноч           | noč           | ночь        | ніч         | ноч          | noc      | noc    | noc      | nóc                | noč        | noć       | ноћ       | ноќ        | нощ       |
| писмо         | pismo         | письмо      | письмо      | пісьмо, ліст | list     | dopis  | list     | list               | pismo      | pismo     | писмо     | писмо      | писмо     |
| великы        | veliky        | большой     | великий     | вялікі       | wielki   | velký  | veľký    | wulki              | velik      | velik     | велик     | голем      | голям     |
| новы          | novy          | новый       | новий       | новы         | nowy     | nový   | nový     | nowy               | nov        | nov       | нов       | нов        | нов       |

}-

## Пример међусловенскога
Оче наш:
-{
| Ћирилица | Латиница |
| --- | --- |
| Отче наш, кторы јеси в небесах, нехај свети се име Твоје. Нехај пријде кральевство Твоје, нехај буде воља Твоја, како в небу тако и на земји. Хлеб наш всакоденны дај нам днес, и одпусти нам наше грехы, тако како мы одпушчајемо нашим грешникам. И не введи нас в покушенје, але избави нас од злого. Ибо Твоје јест кральевство и моч и слава, на векы веков. Амин. | Otče naš, ktory jesi v nebesah, nehaj sveti se ime Tvoje. Nehaj prijde kraljevstvo Tvoje, nehaj bude volja Tvoja, kako v nebu tako i na zemji. Hlěb naš vsakodenny daj nam dnes, i odpusti nam naše grěhy, tako kako my odpuščajemo našim grěšnikam. I ne vvedi nas v pokušenje, ale izbavi nas od zlogo. Ibo Tvoje jest kraljevstvo i moč i slava, na věky věkov. Amin. |

}-